# Unreal Tournament 2003
Unreal Tournament 2003 (UT2003) is een first person shooter computerspel, ontwikkeld door Epic Games en Digital Extremes. Het is in oktober 2002 uitgegeven door Atari voor Linux, Mac OS X en Windows. Het is het vervolg op Unreal Tournament en de voorloper van Unreal Tournament 2004.

## Overzicht
Het spel bevat acht spelmodi: naast de gangbare speltypen zoals Deathmatch en Team Deathmatch (waarin spelers respectievelijk voor zichzelf en in een team tegen elkaar vechten) en Capture the flag (waarin twee teams elkaars vlag proberen te stelen) zijn er ook: Double Domination (waarin in teamverband meerdere locaties in een level worden beheerd), Bombing Run (met als doel het scoren van een doelpunt in de goal van het andere team) en Last Man Standing (ieder vecht voor zich maar men respawnt niet en de laatst overgebleven speler wint).
Tot slot zijn er ook nog Invasion (in teamverband dienen computergestuurde monsters verslagen te worden) en Mutant (een speler is de Mutant met alle wapens en onbeperkte munitie en deze mag doorgaan totdat een ander hem/haar fragt; daarna wordt deze speler de Mutant).
Het spel bevat de volgende wapens: Shield Gun (dit vervangt de Impact Hammer van Unreal Tournament), Assault Rifle (vervangt de Enforcer), Bio Rifle, Shock Rifle, Link Gun, Minigun, Flak Cannon, Rocket Launcher, Lightning Gun (vervangt de Sniper Rifle), Ion Painter en Redeemer.